# Blagoewgrad-Halbinsel
Die Blagoewgrad-Halbinsel (bulgarisch полуостров Благоевград poluostrow Blagoewgrad) ist eine 15 km lange, 17 km breite und größtenteils vereiste Halbinsel an der Oskar-II.-Küste des Grahamlands auf der Antarktischen Halbinsel. Sie liegt zwischen dem Vaughan Inlet im Norden und dem Exasperation Inlet im Süden. Ihr südöstlicher Ausläufer ist der Foyn Point. An ihrem Ostufer liegt die Yamforina Cove und ihr Zentrum wird teilweise durch den südöstlichen Teil der Poibrene Heights eingenommen. Sie entstand infolge des Auseinanderbrechens des Larsen-Schelfeises im Jahr 2002 und dem sich daran anschließenden Rückzug des Evans-Gletschers und des Punchbowl Glacier.
Kartiert wurde sie im Jahr 2012. Die bulgarische Kommission für Antarktische Geographische Namen benannte sie im selben Jahr nach der Stadt Blagoewgrad im Südwesten Bulgariens.